# Conophorus heteropilosus
Conophorus heteropilosus är en tvåvingeart som beskrevs av Timon-david 1952. Conophorus heteropilosus ingår i släktet Conophorus och familjen svävflugor.
Artens utbredningsområde är Marocko. Inga underarter finns listade i Catalogue of Life.